# ラブ&ソウル
『ラブ＆ソウル』(韓国語:AV 아이돌, 日本語 :AV アイドル）は、2012年制作の日本・韓国合作の映画。

## キャスト
- ヨ・ミンジョン
- 辰巳ゆい
- キム・ジテ
- 吉岡睦雄